# El Puig de Santa Maria
El Puig de Santa Maria (kat. wym. [el ˈputʃ de ˌsan.ta ma.ˈri.a], do 2012 roku pod hiszp. nazwą Puig) – gmina w Hiszpanii, w prowincji Walencja, we wspólnocie autonomicznej Walencja, o powierzchni 26,83 km². W 2018 roku liczyła 8556 mieszkańców.